# Gmina Bengtsfors
Gmina Bengtsfors (szw. Bengtsfors kommun) – gmina w Szwecji, w regionie Västra Götaland, z siedzibą Bengtsfors.

## Demografia
Pod względem zaludnienia Bengtsfors jest 219. gminą w Szwecji (spośród 290 gmin). Zamieszkuje ją 9940 osób, z czego 47,98% to kobiety (4769) i 52,02% to mężczyźni (5171). W gminie zameldowanych jest 1872 cudzoziemców. Na każdy kilometr kwadratowy przypada 11,3 mieszkańca.

## Struktura Powierzchni
Według danych z roku 2010 powierzchnia gminy wynosi 1059,18 km², w tym: 
- lasy:   774,07 km²
- wody: 176,26 km²